# Ælfwig
Ælfwig est un ecclésiastique anglo-saxon du début du XIe siècle. Il est évêque de Londres de 1014 à sa mort, survenue vers 1035.

## Biographie
Après l'exil d'Ælfhun, Ælfwig est sacré pour le remplacer le 16 février 1014 à York, un événement rapporté dans le manuscrit D de la Chronique anglo-saxonne. Il apparaît fréquemment comme témoin sur les chartes du roi Knut le Grand. Il meurt vers 1035, date de l'élection de son successeur Ælfweard.